# Таёжные друзья
«Таёжные друзья́» — мультипликационный фильм 1939 года, поставленный режиссёром Александром Ивановым.
Фильм посвящён героям-лётчицам Валентине Гризодубовой, Полине Осипенко, Марине Расковой, 24—25 сентября 1938 года на самолёте АНТ-37 «Родина» совершивших беспосадочный перелёт Москва — Дальний Восток (Керби, район Комсомольска-на-Амуре) протяжённостью 6450 км (по прямой — 5910 км). В ходе перелёта был установлен женский мировой авиационный рекорд дальности полёта.
Режиссёр фильма Александр Иванов называл его «Наш перелёт» и в ходе кампании по борьбе с космополитизмом привёл в пример как патриотический фильм, противопоставляя работам Ивана Иванова-Вано, которого обвинял в «преклонении перед Западом».
Фильм «Таёжные друзья» вошёл в число цветных мультфильмов, выполненных по трёхцветной технологии, разработанной П. М. Мершиным и использовавшейся в СССР при создании мультфильмов с 1937 по 1945 год.

## Сюжет
Сквозь тучи и снежные бураны летит самолет «Родина». С любопытством прислушиваются обитатели тайги: медведи, волки, зайцы — к гулу его моторов.

## Создатели
| автор режиссёр            | Александр Иванов |
| художник                  | Геннадий Филиппов |
| ассистент                 | Лев Позднеев |
| композитор                | Александр Варламов |
| художники-мультипликаторы | Фаина Епифанова, Надежда Привалова, Т. Пузырёва, Лидия Резцова, А. Щекалина, В. Макеев, Борис Дёжкин, Михаил Ботов, И. Макаровский, Борис Петин, Борис Титов, Фёдор Хитрук |
| звукооператор             | С. Ренский |
| оператор                  | К. Крылова |
| технический ассистент     | М. Лавринович |